# Національний парк Долина квітів
Національний парк Долина квітів — національний парк, розташований в Західних Гімалаях в індійському штаті Уттаракханд. Парк відомий своїми альпійськими луками, де росте велика кількість ендемічних квітів. Також тут мешкає багато рідкісних видів тварин, зокрема гімалайський ведмідь, сніжний барс, бурий ведмідь та блакитний баран. М'які ландшафти парку гармонічно доповнюють гористі ландшафти сусіднього парку Нанда-Деві. Площа парку — 87,50 км².